# Bachmistrz
Bachmistrz – prywatny przedsiębiorca w żupach solnych zajmujący się budową szybów i eksploatacją złóż, bądź też urzędnik żupny nadzorujący prace techniczne górników w kopalni.

## Historia
Początkowo stanowisko to było związane z przywilejem nazywanym bergrecht (berkracht, barkrecht), który nadawano budowniczemu nowego szybu. Po udostępnieniu go do eksploatacji bachmistrz miał prawo odebrania włożonych pieniędzy z dochodów kopalni po jej uruchomieniu, wieczystej renty pieniężnej oraz wypłaty tzw. toporowego za dobór kopaczy i poszukiwaczy. Zostawał również kierownikiem technicznym w tym szybie.
Od początku XV wieku nie korzystano już z prywatnych kapitałów przy budowie nowych szybów, ale uprawnienia nabyte wcześniej pozostały. Wypłacano rentę pieniężną nazywaną bergrechtem, a urząd bachmistrza był nadawany przez króla jako funkcja dożywotnia z roczną pensją.
Do połowy XV wieku każdy szyb posiadał własnego bachmistrza, potem był jeden dla kopalni soli w Wieliczce, a drugi dla Bochni. Gdy w XVIII wieku żupami krakowskimi zaczęli zarządzać fachowcy (geometrzy) bachmistrzowie stracili większość swoich uprawnień. Obecnie podobną rolę pełni dyrektor techniczny.